# Dynamique Dragon contre boxeurs chinois
Pour plus de détails, voir Fiche technique et Distribution.
Dynamique Dragon contre boxeurs chinois (Hapkido, He qi dao) est un film hongkongais réalisé par Huang Feng, sorti en 1972.

## Synopsis
De retour d'une province occidentale de l'empire japonais où ils ont appris les bases du hapkido, un groupe de jeunes gens refusant la modernité ouvre une officine de médecine alternative où ils enseignent à leur tour la violence à des jeunes gens désœuvrés.
Devant la réaction des autorités soucieuses de préserver l'ordre public et la paix sociale, ils vont s'enfermer dans une spirale de conflictualité ne trouvant son exutoire que dans un maelstrom de sauvagerie meurtrière.

## Fiche technique
- Titre : Dynamique Dragon contre boxeurs chinois
- Titre original : Hapkido / He qi dao
- Titre USA : Lady Kung Fu
- Réalisation : Huang Feng
- Scénario : Yan Ho
- Société de production : Golden Harvest Company
- Pays d'origine : Hong Kong
- Format : Couleurs - 2,35:1 - Mono - 35 mm
- Genre : Action, drame
- Durée : 97 minutes
- Dates de sortie :
  -  Hong Kong : 1er octobre 1972
  -  France : 10 mai 1978

## Distribution
- Angela Mao : Kao Yu Ying, une jeune rebelle
- Carter Wong : Kao Chang, un jeune rebelle
- Sammo Hung Kam-Bo : Fan Wei, un jeune rebelle en surpoids
- Ji Han-Jae : professeur Shih Kung-chan
- Ying Bai : Chou Ba-tien
- Nancy Sit : Hsiao Hsiu
- Hwang In-shik : un disciple plus élevé dans la hiérarchie
- Goro Kumon : Toyoda Yaguma
- Wei Ping-ao : Chang Pu-tse, un chinois réaliste
- Lan Sun : Sung Chung
- Di Chin : Hsiao Lao-fu
- Wei Yang : Traître
- Siu-lung Leung : Hu Chia
- Ka Ting Lee : un disciple
- Tsang Choh-lam : un serveur